# Bombus flavescens
Bombus flavescens là một loài Hymenoptera trong họ Apidae. Loài này được Smith mô tả khoa học năm 1852.